# نانسی کووک
نانسی کووَک (انگلیسی: Nancy Kovack؛ زادهٔ ۱۱ مارس ۱۹۳۵) هنرپیشه اهل ایالات متحده آمریکا است. وی بین سال‌های ۱۹۵۹ تا ۱۹۷۶ میلادی فعالیت می‌کرد.
از فیلم‌هایی که وی در آن نقش داشته است، می‌توان به قهرمان شهر ما، جیسن و آرگونات‌ها و تارزان و وادی طلا و الماس ۳۳ ساخته داریوش مهرجویی اشاره کرد.